# Oxalis ricardii
Oxalis ricardii är en harsyreväxtart som beskrevs av A. Lourteig. Oxalis ricardii ingår i släktet oxalisar, och familjen harsyreväxter. Inga underarter finns listade i Catalogue of Life.